# Бісакодил
Бісакодил (МНН) — це органічна сполука, яка використовується як стимулювальний проносний препарат. Він діє безпосередньо на товсту кишку, щоб викликати випорожнення. Його зазвичай призначають для полегшення епізодичних і хронічних запорів і для лікування нейрогенної кишкової дисфункції, а також як частину підготовки кишечника перед медичним оглядом, наприклад, колоноскопією.
Бісакодил є похідним трифенілметану. Вперше він був використаний як проносний засіб у 1953 році через його структурну подібність до фенолфталеїну.
Він входить до списку основних лікарських засобів Всесвітньої організації охорони здоров'я.

## Доступні форми
Доступний як оригінальний препарат, так і дженерик. Зазвичай продається по: 5 мг таблетки, 10 мг супозиторії або по 5 мг педіатричні супозиторії. Він також доступний як 1,25 рідкої унції США (37 мл) попередньо упакованої клізми, що містить 10 мг доставленої дози рідкого бісакодилу.

## Призначення
Коли бісакодил застосовують перорально, його зазвичай приймають під час сніданку. Відомо, що пероральне приймання не викликає ніякої дії більше восьми годин, а потім починає діяти раптово і відносно швидко. Це особливо вірно, якщо вживають більше 10 мг за одне приймання. Зазвичай дозування становить 5 або 10 мг, але до 30 мг можна приймати для повного очищення кишечника перед процедурою.
При ректальному введенні у формі супозиторіїв він зазвичай ефективний через 15-60 хвилин. Для оптимального використання, якщо він використовується як супозиторій, рекомендується приймати бісакодил після сніданку для синхронізації з шлунково-кишковим рефлексом. Можна вставити два супозиторії одночасно, якщо потрібен дуже сильний, проносний, клізмовий ефект. Через кілька годин після початкової евакуації може відбутися вторинна дія, яка триватиме до тих пір, поки в прямій кишці буде присутній невиведений бісакодил.
Як комерційно виготовлена мікроклізма, вона зазвичай ефективна через 5-20 хвилин.

## Механізм дії
Бісакодил діє, стимулюючи нейрони товстої кишки, щоб викликати посилену перистальтику. Це також контактний проносний засіб; підвищує секрецію рідини і солей. Дія бісакодилу на тонкий кишечник незначна; стимулювальні проносні в основному сприяють евакуації з товстої кишки.

## Показання
Короткотривале симптоматичне лікування запорів різної етіології: звичні та хронічні закрепи у лежачих хворих і пацієнтів літнього віку, перед діагностичними процедурами, хірургічними та акушерськими втручаннями, а також у перед- та після- операційний періоди; клінічна необхідність полегшення дефекації при геморої, анальних фістулах та тріщинах.

## Протипоказання
Підвищена чутливість до бісакодилу та/або до будь-якої допоміжної речовини препарату; гострий проктит, гострий геморой, спастичний запор, кишкова непрохідність; шлунково-кишкова кровотеча, маткові кровотечі; симптом гострого живота; перитоніт, апендицит та інші запальні процеси в черевній порожнині, защемлена грижа; біль у животі, нудота та блювання невідомої етіології, коліт; тяжка дегідратація; порушення водно-електролітного балансу.

## Побічна дія
Можлива побічна дія: анафілактичні реакції (у тому числі ангіоневротичний набряк); спастичний біль у животі; абдомінальні кольки; метеоризм; нудота; діарея з домішками крові, яка може призвести до зневоднення організму та порушення електролітного балансу; блювання; абдомінальний дискомфорт; атонія кишечнику, коліт; запаморочення, синкопе (в тому числі дефекаційне); гіпокаліємія; слабкість м'язів, судоми, артеріальна гіпотензія, ортостатична гіпотензія; синкопе.

## Синоніми
Bisacodilo, Bisacodyl, Bisacodyle, Bisacodylum,Bi-peglyte, Bisac-evac, Carters Little Pills, Fleet Mineral Oil, Gavilyte-H Dulcolax, Durolax, Muxol, Fleet, Nourilax, Alophen, Correctol, Carter's Little Pills